# Premier Division 2017-2018 (Gibilterra)
La Premier Division 2017-2018 è stata la 119ª edizione della massima serie del campionato di calcio di Gibilterra, che è iniziato il 25 settembre 2017 e si è concluso il 3 giugno 2018. L'Europa FC era la squadra campione in carica. Il Lincoln Red Imps ha vinto il trofeo per la ventiduesima volta nella sua storia.

## Stagione

### Formula
Questa è la quinta stagione di Gibilterra come membro della UEFA. La squadra vincitrice del campionato ha un posto nel turno preliminare della UEFA Champions League 2018-2019, qualora abbia la licenza UEFA, mentre un posto nel turno preliminare della UEFA Europa League 2018-2019 è riservato alla vincitrice della Rock Cup 2017-2018.

Le squadre si affrontano per tre volte per un totale di 27 giornate.
L'ultima classificata retrocede direttamente in Second Division, mentre la nona classificata gioca uno spareggio con la seconda classificata in Second Division per decidere l'ultimo posto nella massima serie.

## Squadre partecipanti
Tutte le squadre giocano nello stesso stadio, il Victoria Stadium con una capienza di 5000 spettatori.
| Squadra           | Posizione 2016-2017          |
| ----------------- | ---------------------------- |
| Europa FC         | Campione di Gibilterra       |
| Gibraltar Phoenix | 1º posto in Division 2       |
| Gibraltar Utd     | 7º posto in Premier Division |
| Glacis United     | 4º posto in Premier Division |
| Lincoln Red Imps  | 2º posto in Premier Division |
| Lions Gibraltar   | 8º posto in Premier Division |
| Lynx              | 6º posto in Premier Division |
| Manchester 62     | 9º posto in Premier Division |
| Mons Calpe        | 5º posto in Premier Division |
| St Joseph's       | 3º posto in Premier Division |

## Classifica
|                       | Pos. | Squadra           | Pt | G  | V  | N | P  | GF | GS | DR  |
| --------------------- | ---- | ----------------- | -- | -- | -- | - | -- | -- | -- | --- |
| Gibilterra (bandiera) | 1.   | Lincoln Red Imps  | 65 | 27 | 21 | 2 | 4  | 71 | 19 | +52 |
|                       | 2.   | Europa FC         | 60 | 27 | 19 | 3 | 5  | 67 | 20 | +47 |
|                       | 3.   | St Joseph's       | 54 | 27 | 17 | 3 | 7  | 53 | 30 | +23 |
|                       | 4.   | Gibraltar Utd     | 53 | 27 | 16 | 5 | 6  | 45 | 27 | +18 |
|                       | 5.   | Mons Calpe        | 44 | 27 | 14 | 2 | 11 | 48 | 35 | +13 |
|                       | 6.   | Gibraltar Phoenix | 27 | 27 | 8  | 6 | 13 | 34 | 47 | -13 |
|                       | 7.   | Glacis United     | 26 | 27 | 7  | 5 | 15 | 34 | 44 | -10 |
|                       | 8.   | Lions Gibraltar   | 23 | 27 | 6  | 5 | 16 | 27 | 63 | -36 |
|                       | 9.   | Lynx              | 22 | 27 | 6  | 4 | 17 | 22 | 48 | -26 |
|                       | 10.  | Manchester 62     | 7  | 27 | 0  | 7 | 20 | 20 | 88 | -68 |

Legenda:
      Campione di Gibilterra e ammessa alla UEFA Champions League 2018-2019
      Ammesse alla UEFA Europa League 2018-2019
 Ammessa allo spareggio promozione-retrocessione
      Retrocesse in Second Division 2018-2019
Note:
Tre punti a vittoria, uno a pareggio, zero a sconfitta.
La classifica viene stilata secondo i seguenti criteri:
- Punti conquistati
- Differenza reti generale
- Reti totali realizzate

## Risultati
|                   | Eur     | GPh     | GUn     | Gla     | Lin     | Lio     | Lyn     | Man     | Mon     | StJ     |
| ----------------- | ------- | ------- | ------- | ------- | ------- | ------- | ------- | ------- | ------- | ------- |
| Europa FC         | ––––    | 3-1     | 4-0 2-1 | 2-1 2-0 | 1-1     | 0-1     | 2-0 1-2 | 4-1     | 3-0 1-0 | 2-0     |
| Gibraltar Phoenix | 3-3 0-8 | ––––    | 0-1     | 1-0     | 0-5 0-2 | 1-0 5-2 | 0-1     | 1-1 2-0 | 1-1     | 0-1     |
| Gibraltar United  | 2-0     | 2-2 2-1 | ––––    | 4-1     | 0-1 3-1 | 3-1 2-0 | 2-0 1-0 | 2-1     | 3-1     | 3-1 1-1 |
| Glacis United     | 1-2     | 1-1 1-2 | 2-0 0-3 | ––––    | 0-3     | 6-2     | 0-0 3-0 | 6-4     | 1-0 0-2 | 0-3     |
| Lincoln Red Imps  | 3-1 0-0 | 1-0     | 4-0     | 4-0 1-0 | ––––    | 3-1 7-1 | 2-0     | 3-0 6-0 | 1-3     | 2-0 0-3 |
| Lions Gibraltar   | 2-1 0-5 | 1-6     | 0-0     | 0-1 0-0 | 1-4     | ––––    | 0-0     | 2-2 0-0 | 2-1 0-2 | 0-2 0-3 |
| Lynx              | 0-3     | 2-1 0-2 | 0-0     | 3-1     | 0-4 0-1 | 0-3 0-1 | ––––    | 0-0 9-0 | 0-5     | 1-3     |
| Manchester 62     | 0-2 0-9 | 1-1     | 1-1 0-4 | 1-1 0-6 | 1-3     | 2-4     | 1-2     | ––––    | 0-3     | 1-2 0-5 |
| Mons Calpe        | 0-1     | 1-2 1-0 | 1-3 2-1 | 2-1     | 0-1 0-6 | 3-1     | 3-0 5-0 | 4-2     | ––––    | 3-1 2-4 |
| St Joseph's       | 0-1 1-4 | 3-1 3-0 | 0-1     | 1-0 1-1 | 4-2     | 4-2     | 2-1     | 3-1     | 0-0     | ––––    |

## Spareggio promozione-retrocessione
|      | Risultati |              | Luogo e data              |
| ---- | --------- | ------------ | ------------------------- |
| Lynx | 2-0       | Olympique 13 | Gibilterra, 8 giugno 2018 |